# 24133 Чункайкао
24133 Чункайкао (24133 Chunkaikao) — астероїд головного поясу, відкритий 4 листопада 1999 року.
Тіссеранів параметр щодо Юпітера — 3,220.